# شهرستان کیدر (داکوتای شمالی)
شهرستان کیدر، داکوتای شمالی (به انگلیسی: Kidder County, North Dakota) یک سکونتگاه مسکونی در ایالات متحده آمریکا است که در داکوتای شمالی واقع شده‌است.

## خصوصیات
شهرستان کیدر ۳٬۷۱۱٫۴۷ کیلومترمربع مساحت دارد.